# Diakineza
Diakineza (z gr. dia – przypadek, kinesis – ruch) – ostatni, piąty etap profazy I mejozy, zachodzący po diplotenie. Po diakinezie następuje metafaza I.
Podczas diakinezy:
- następuje przesunięcie chiazm na końce biwalentów – tzw. terminacja chiazm,
- biwalenty rozmieszczone są na obwodzie jądra komórkowego,
- następuje największy stopień spiralizacji chromosomów,
- pod koniec diakinezy zanika jąderko, rozpada się otoczka jądrowa i powstaje wrzeciono podziałowe, Otoczka jądrowa nie zanika jedynie u workowców właściwych.